# Motte de Manspach
La motte de Manspach est un monument historique situé à Dannemarie, dans le département français du Haut-Rhin.

## Localisation
Ce bâtiment est situé oberau à Dannemarie.

## Historique
L'édifice fait l'objet d'une inscription au titre des monuments historiques depuis 1997.